# Colombier-Saugnieu
Colombier-Saugnieu ist eine französische Gemeinde mit 2859 Einwohnern (Stand 1. Januar 2022) im Département Rhône in der Region Auvergne-Rhône-Alpes.

## Geografie
Colombier-Saugnieu ist die östlichste Gemeinde des Départements Rhône. Sie besteht aus den drei Ortsteilen: Colombier, Saugnieu und Montcul.
Im Osten grenzt die Gemeinde an das Département Isère, zu dem sie bis zum 1. April 1971 gehörte.  Die Grenze bildet die Bourbre.

## Verkehr
Auf dem Gemeindegebiet befindet sich der Flughafen Lyon Saint-Exupéry.

## Bevölkerungsentwicklung
| Jahr                       | 1962 | 1968 | 1975 | 1982 | 1990 | 1999 | 2010 |
| Einwohner                  | 726  | 772  | 942  | 1127 | 1833 | 2083 | 2261 |
| Quellen: Cassini und INSEE |      |      |      |      |      |      |      |

### Altersstruktur
31 Prozent der Bevölkerung sind 19 Jahre alt oder jünger. Drei Prozent 75 Jahre alt oder älter.